# Cumbia
Cumbia er en latinamerikansk musikstil, der har rod i Colombias caribiske kystområde. Stilen har udgangspunkt i en dans til brug for frieri udøvet af slaver af afrikansk oprindelse. Denne musik blev påvirket af europæiske genrer og instrumenter, og da den fik fodfæste i Colombia, spredte den sig efterhånden over andre områder af Latinamerika, heriblandt Mexico, Argentina og Andes-landene.